# آيت سدرات السهل الشرقية
آيت سدرات السهل الشرقية هي جماعة قروية في إقليم تنغير ضمن جهة درعة تافيلالت بالمغرب. كان مجموع عدد سكان البلدية آيت سدرات السهل الشرقية 13.082 نسمة يعيشون في 1.800 أسرة.(تعداد السكان الرسمي 2004)

## معرض الصور

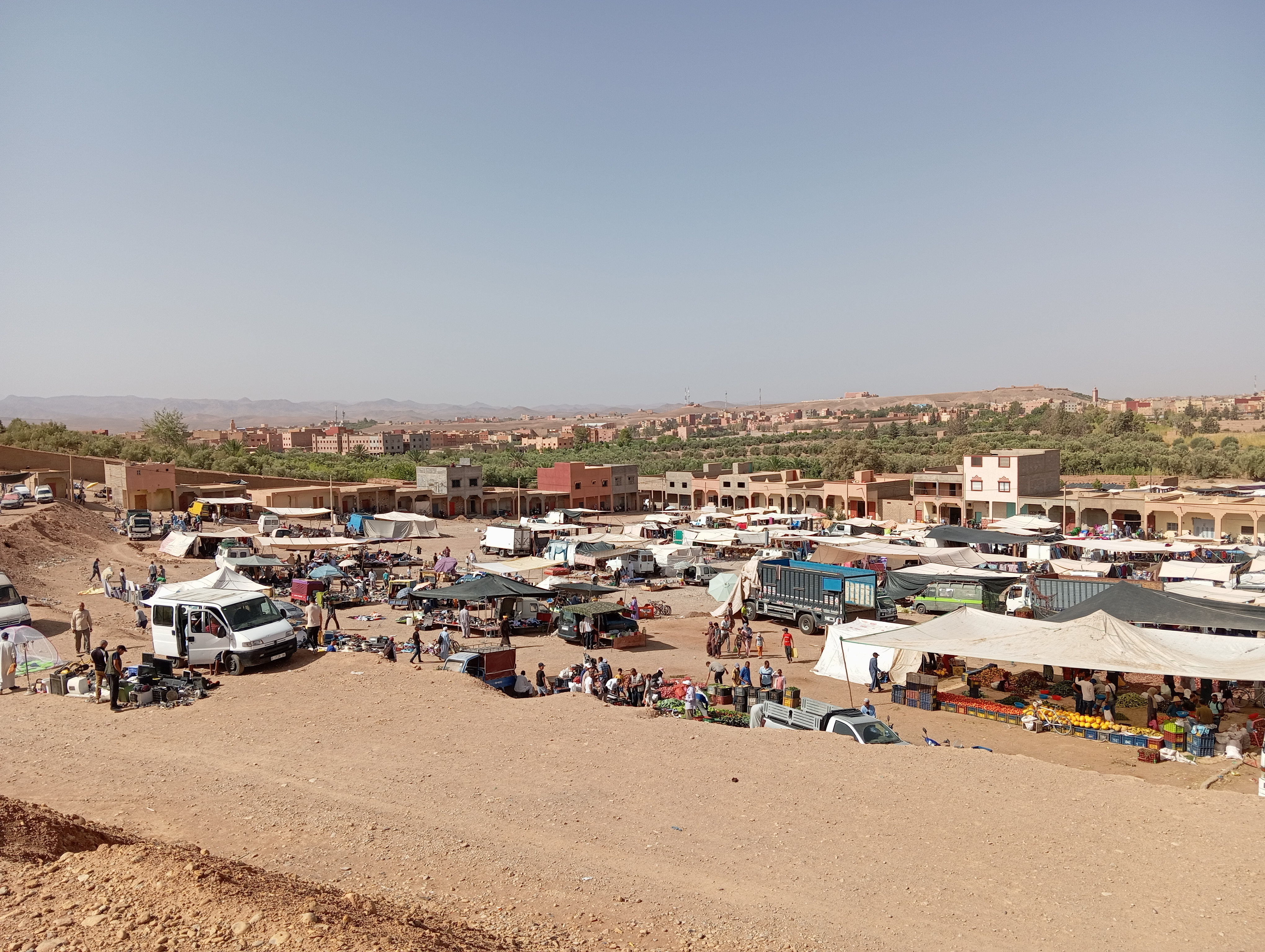
السوق الأسبوعي بأيت سدرات السهل الشرقية
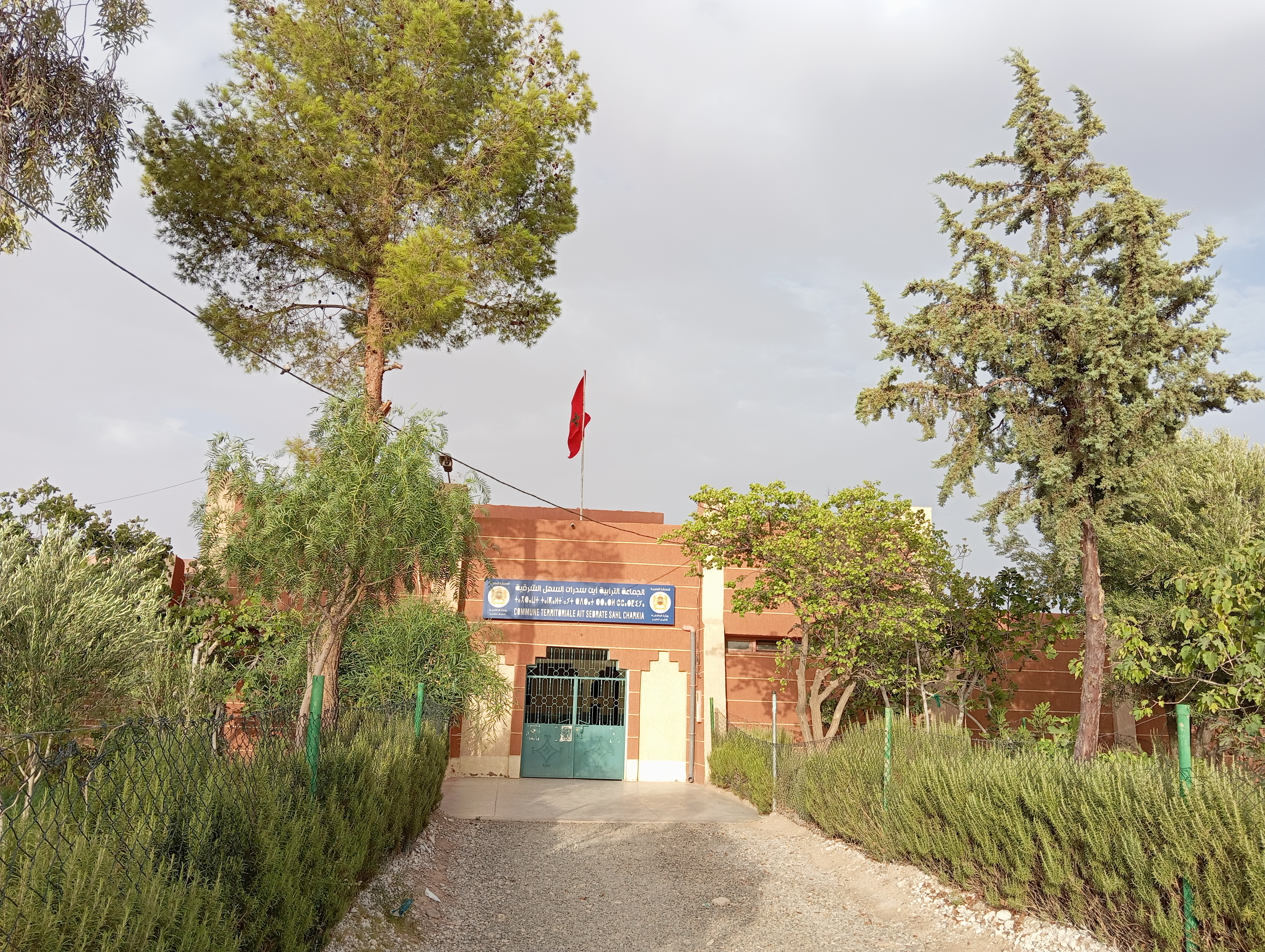
جماعة أيت سدرات السهل الشرقية
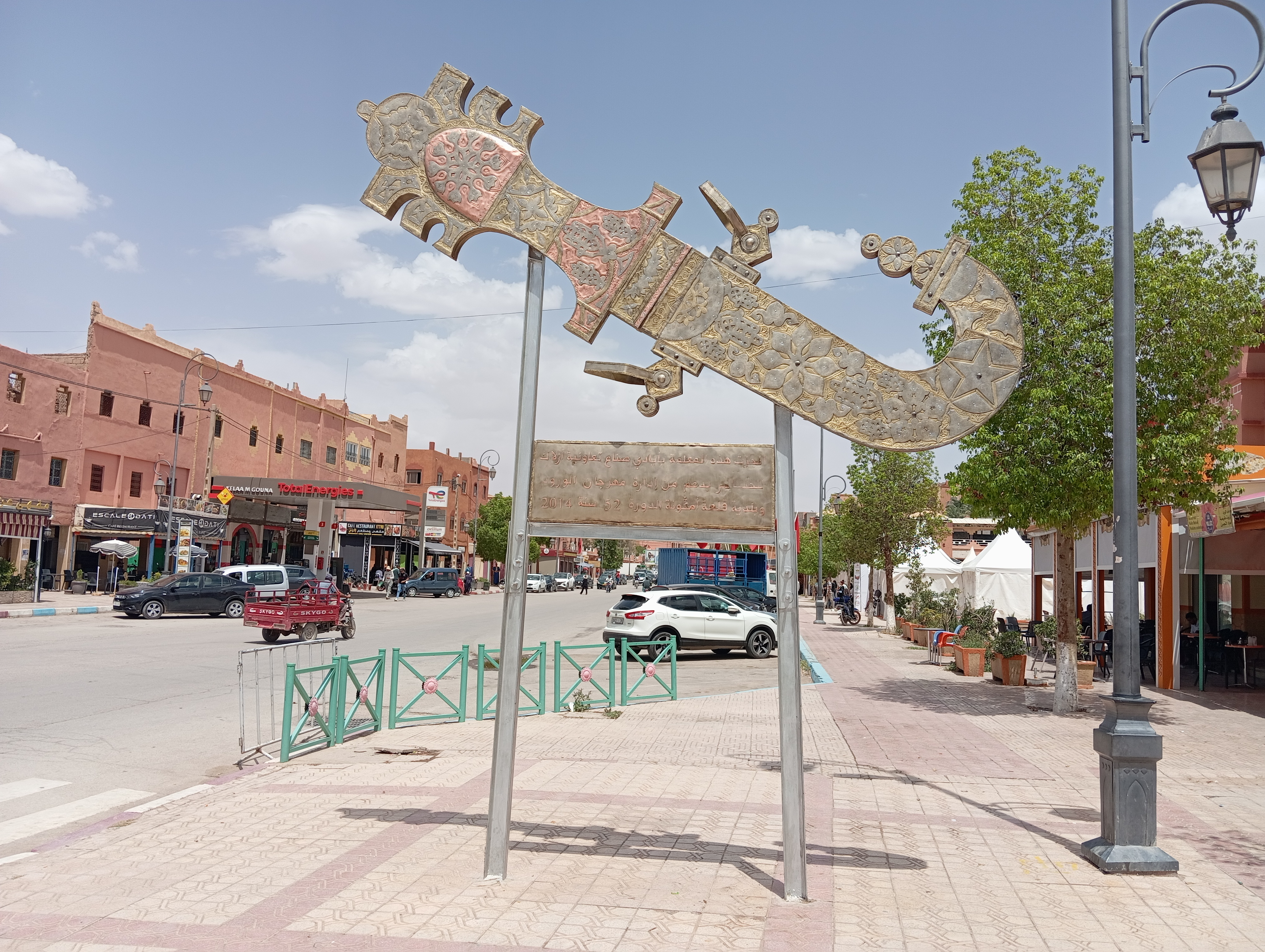
مجسم للخنجر الذي تشتهر قرية أزلاك بأيت سدرات السهل الشرقية بصناعته
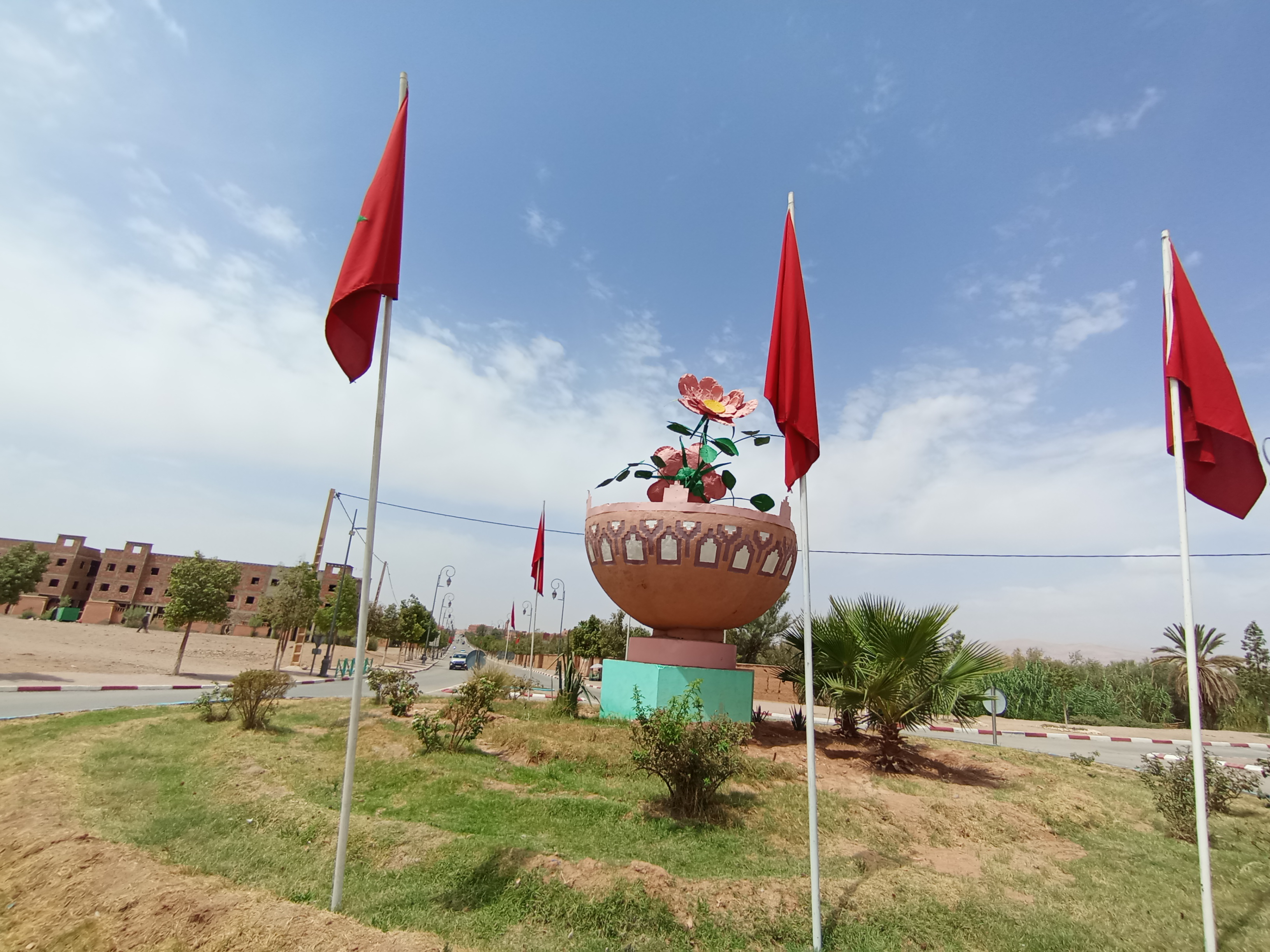
مدخل جماعة أيت سدرات السهل الشرقية